# Muradium
Muradium is een geslacht van kreeftachtigen uit de klasse van de Malacostraca (hogere kreeftachtigen).

## Soort
- Muradium tetragonum (Fabricius, 1798)